# Meizotropis buteiformis
Meizotropis buteiformis är en ärtväxtart som beskrevs av Voigt. Meizotropis buteiformis ingår i släktet Meizotropis och familjen ärtväxter. Inga underarter finns listade i Catalogue of Life.